# 涌泉乡 (九江市)
涌泉乡，是中华人民共和国江西省九江市柴桑区下辖的一个乡镇级行政单位。

## 行政区划
涌泉乡下辖以下地区：
跃进村、黄洞村、枫树村、涌泉村、戴山村、铁炉村和泉塘畈村。